# Leurocerus
Leurocerus is een geslacht van vliesvleugeligen uit de familie Encyrtidae. De wetenschappelijke naam van dit geslacht is voor het eerst geldig gepubliceerd in 1911 door Crawford.

## Soorten
Het geslacht Leurocerus omvat de volgende soorten:
- Leurocerus hongkongensis Subba Rao, 1971
- Leurocerus ovivorus Crawford, 1911